# Tenamaxtlán
Tenamaxtlán là một đô thị thuộc bang Jalisco, México. Năm 2005, dân số của đô thị này là 7047 người.